# Листвянское сельское поселение (Тисульский район)
Листвя́нское се́льское поселе́ние — муниципальное образование в Тисульском районе Кемеровской области. 
Административный центр — деревня Листвянка.

## История
Листвянское сельское поселение образовано 17 декабря 2004 года в соответствии с Законом Кемеровской области № 104-ОЗ.
Упразднено с 15 ноября 2020 года в связи с преобразованием Тисульского района в муниципальный округ.

## Население
| 2010 | 2011  | 2012  | 2013 | 2014 | 2015 | 2016 | 2017 | 2018 |
| ---- | ----- | ----- | ---- | ---- | ---- | ---- | ---- | ---- |
| 1049 | ↘1045 | ↘1006 | ↘887 | ↘861 | ↗940 | ↗956 | ↘945 | ↗948 |
| 2019 | 2020  |       |      |      |      |      |      |      |
| ↘942 | ↘870  |       |      |      |      |      |      |      |

## Состав сельского поселения
| № | Населённый пункт | Тип населённого пункта          | Население |
| - | ---------------- | ------------------------------- | --------- |
| 1 | Листвянка        | деревня, административный центр | 535       |
| 2 | Усть-Колба       | село                            | 514       |

## Статистика
Всего проживает 946 человек, из них трудоспособного населения 341. Имеется ГБУ КО «Листвянский психоневрологический интернат»